# ولايات جنوب السودان
تقسم جنوب السودان إلى 10 ولايات. تم إنشاؤها من الأقاليم الثلاث التاريخية السابقة وهي إقليم بحر الغزال (شمال غرب). الإقليم الاستوائي (جنوب)، وإقليم أعالي النيل (شمال شرق). وكذلك تقسم الأقاليم إلى مقاطعات وعددها 86 مقاطعة إلى غاية الأول من أكتوبر 2015 أصدر الرئيس سلفاكير مرسوما يقضي برفع عدد ولايات جنوب السودان إلى 28 ولاية وهو ما ترفضه المعارضة.

## التقسيم الإداري الحالي 2015 إلى يومنا هذا

### إقليم بحر الغزال
1. أويل
2. أويل الشرقية
3. شرق البحيرات
4. غوغريال
5. غوك
6. لول
7. تونج
8. تويك
9. واو
10. غرب البحيرات

### الإقليم الإستوائي
1. أمادي
2. غابودوي
3. أماتونغ
4. جوبك
5. ماريدي
6. نامورونيانغ
7. تيريكيكا
8. ييريفر

### إقليم أعالي النيل
1. بوما
2. شرق بيي
3. غرب النيل
4. جونقلي
5. لاتجور
6. شمال ليتش
7. رووانغ
8. جنوب ليتش
9. غرب بيي
10. غرب النيل

## التقسيم الإداري السابق 2011–2015

### بحر الغزال
1. شمال بحر الغزال
2. غرب بحر الغزال
3. البحيرات
4. واراب

### الإقليم الإستوائي
1. غرب الاستوائية
2. وسط الاستوائية
3. شرق الاستوائية

### أعالي النيل
1. جونقلي
2. الوحدة
3. أعالي النيل

### فهرس
| العلم | الولاية         | العاصمة | السكان (2010) | المساحة (كم²) | الكثافة (/كم²) |
| ----- | --------------- | ------- | ------------- | ------------- | -------------- |
|       | شمال بحر الغزال | أويل    | 820,834       | 30,543.30     | 26.87          |
|       | غرب بحر الغزال  | واو     | 358,692       | 91,075.95     | 3.94           |
|       | البحيرات        | رمبيك   | 782,504       | 43,595.08     | 17.95          |
|       | واراب           | كواجوك  | 1,044,217     | 45,567.24     | 22.92          |
|       | غرب الاستوائية  | يامبيو  | 658,863       | 79,342.66     | 8.30           |
|       | وسط الاستوائية  | جوبا    | 1,193,130     | 43,033.00     | 27.73          |
|       | شرق الاستوائية  | توريت   | 962,719       | 73,472.01     | 13.10          |
|       | جونقلي          | بور     | 1,443,500     | 122,580.83    | 11.78          |
|       | الوحدة          | بانتيو  | 645,465       | 37,836.39     | 17.06          |
|       | أعالي النيل     | ملكال   | 1,013,629     | 77,283.42     | 13.12          |
|       | جنوب السودان    | جوبا    | 8,923,553     | 644,329.37    | 13.85          |

## التقسيم الجديد

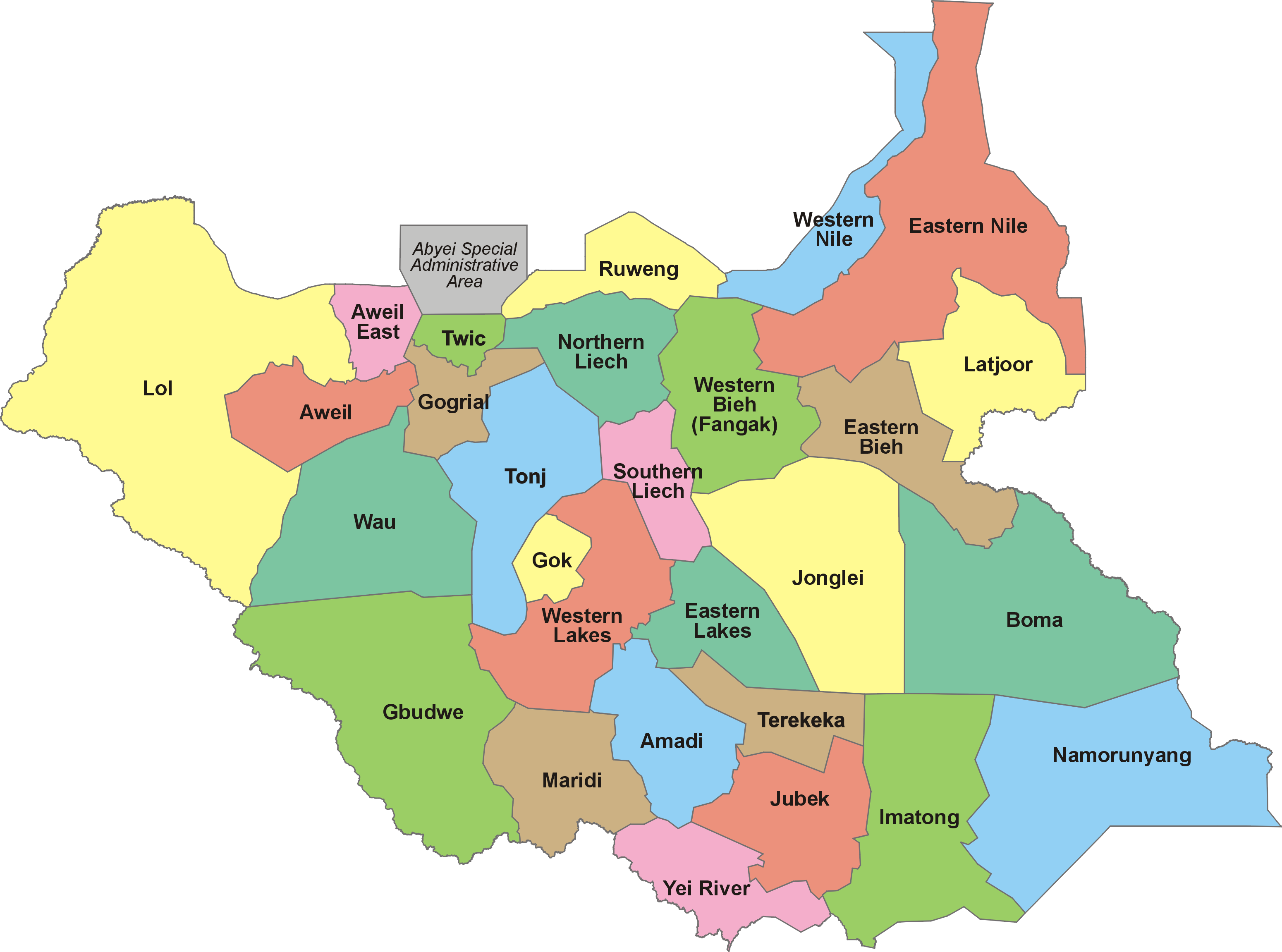
التقسيم الجديد

أصدر الرئيس سلفاكيير مرسوما في أكتوبر 2015 يقضي بتقسيم جنوب السودان إلى 28 ولاية بدلا من 10 ولايات وهو ما رفضته المعارضة بقيادة رياك مشار واعتبرته مخالفا لاتفاق السلام وأعطى المناطق الغنية بالنفط لصالح جهة واحدة . والتقسيم الجديد جاء تقسيما.

## وصلات خارجية
- States of South Sudan at statoids.com